# Sandweiler
Sandweiler är en kommun och stad i södra Luxemburg.   Den ligger i kantonen Luxembourg och distriktet Luxemburg, i den centrala delen av landet, 6 kilometer öster om huvudstaden Luxemburg. Antalet invånare är 3 405. Arean är 7,7 kvadratkilometer.
Omgivningarna runt Sandweiler är en mosaik av jordbruksmark och naturlig växtlighet. Runt Sandweiler är det ganska tätbefolkat, med 86 invånare per kvadratkilometer.